# Jorge Villanueva Torres
Jorge Villanueva Torres (c. 1922 - Lima, 12 de diciembre de 1957), conocido por la prensa como el Monstruo de Armendáriz, fue un afroperuano acusado de violar y matar a un niño, por lo que fue condenado a muerte. Años después se comprobó que era inocente de esos dos cargos.

## El caso
En la mañana del 8 de septiembre de 1954 una pareja de estudiantes encontró el cuerpo sin vida de un niño en una covacha de la Quebrada de Armendáriz, un desfiladero que separa los balnearios de Miraflores y Barranco. El cadáver presentaba signos de abuso sexual. La prensa rápidamente se hizo eco de la noticia y la opinión pública exigía justicia para los padres del niño asesinado.
Unos días después, el turronero Ulderico Salazar Bermúdez señaló que un hombre de raza negra le había comprado 20 centavos de turrón para Julio Hidalgo Zavaleta, el niño de tres años y medio asesinado, e identificó entre una serie de detenidos al ladronzuelo Jorge Villanueva, apodado Negro Torpedo, quien fue rápidamente detenido debido a su extenso prontuario policial. Tras ser interrogado, el 14 de septiembre admitió la autoría del crimen y fue encarcelado en la Penitenciaría de Lima, mientras en la calles la población realizaba manifestaciones pidiendo la pena de muerte.
El juicio se celebró en el Tercer Tribunal Correccional. En el tramo final la defensa de Villanueva fue asumida por el abogado sanmarquino Carlos Enrique Melgar. Durante las jornadas, Villanueva clamó por su inocencia y declaró que fue coaccionado por la policía a reconocer la autoría del crimen. Finalmente, tras dos años de juicio, el 7 de octubre de 1956, el juez le declaró culpable de secuestro, violación y asesinato de Julio Hidalgo Zavaleta y le condenó a pena de muerte. El testimonio del turronero había sido clave, sumado al historial delictivo de Villanueva y su actitud díscola durante el proceso judicial. En diciembre de 1957 la Segunda Sala de la Corte Suprema ratificó la condena.
Fue ejecutado ante un pelotón de fusilamiento de la Guardia Republicana en la Penitenciaría de Lima al amanecer del 12 de diciembre de 1957.

## En la cultura popular
La historia de Villanueva fue llevada al cine por Francisco Lombardi en su opera prima de 1977 Muerte al amanecer.
La banda peruana Los Nosequién y Los Nosecuántos tiene en su repertorio la canción «Monstruo de Armendáriz».
En 2017, en el 60.º aniversario de la ejecución de Villanueva, su caso fue llevado al teatro por Sebastián Eddowes y Malcolm Malca.